# Giuseppe Casciaro
Pour les articles homonymes, voir Casciaro.
Giuseppe Casciaro, né le 9 mars 1861 à Ortelle et mort le 25 octobre 1941 à Naples, est un peintre italien paysagiste.

## Biographie

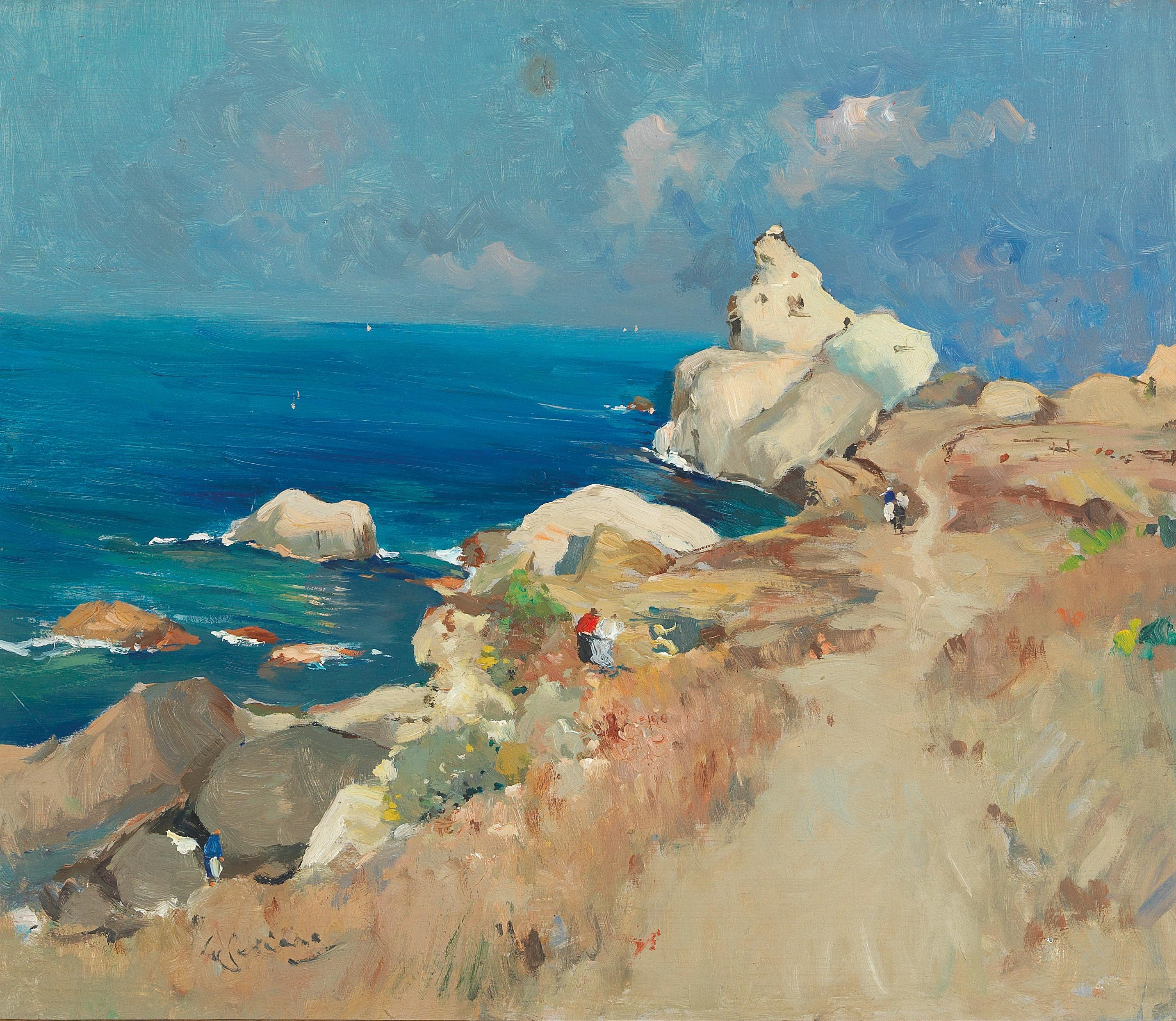
Capri, huile sur panneau, coll. part.

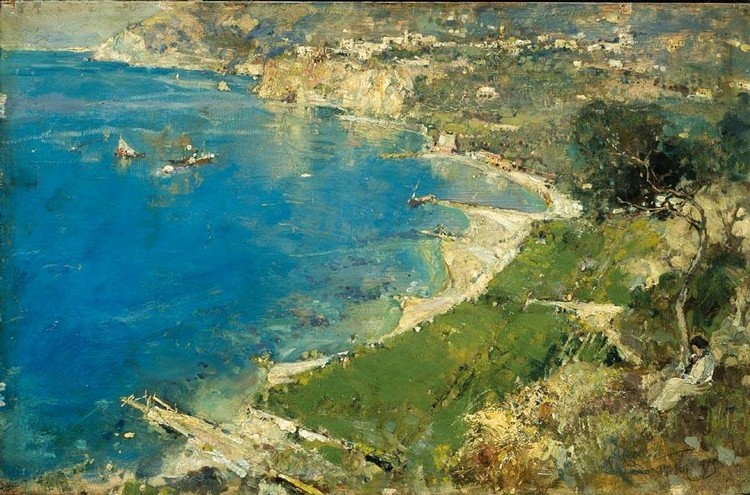
La Côte de Sorrente (1915), coll. part.

Il naît dans la province de Lecce et devient orphelin à l'âge de douze ans. Il est élevé par son oncle paternel, prêtre, et poursuit ses études secondaires au lycée classique de Maglie. Son oncle souhaite qu'il s'oriente vers des études de médecine. Mais son professeur de dessin, Paolo Emilio Stasi, décèle ses dons artistiques et le prépare à l'Académie des beaux-arts de Naples. Il y entre à l'atelier de Domenico Morelli et à celui de Filippo Palizzi. Il apprend la technique du pastel auprès de Francesco Paolo Michetti, notamment pour les paysages.
Il peint surtout au début les environs de sa contrée natale, ainsi que des vues d'Ischia et de Capri, etc. À la fin du siècle, il part pour Paris où il fait la connaissance de Giuseppe De Nittis et de ses proches. 
Il est nommé professeur à l'Institut des beaux-arts d'Urbino. Il donne des leçons de pastel à plusieurs membres de la maison de Savoie et surtout à la reine. Il fait partie des peintres qui ont décoré le café Gambrinus de Naples.
Ses œuvres ont été exposées dans plusieurs villes d'Europe (Paris, Bruxelles, Vienne, Londres, Madrid, Barcelone, etc.) et à Buenos Aires. Il était proche des peintres Eduardo Dalbono, Francesco Mancini et Attilio Pratella. Il meurt à Naples où il a vécu presque toute sa vie avec sa femme et ses enfants. Son œuvre comprend outre les huiles, plus de quatre mille pastels.
Une importante rétrospective lui a été consacrée en octobre 1984 à Milan au Centro « Cultura e Costume ». Le record de vente aux enchères d'une œuvre de Casciaro a eu lieu en mars 1992 à Rome pour une huile sur toile de 1917, vendue à 25,3 millions de lires.

## Œuvres visibles du public
- Hôpital Majeur de Milan: Ulivi sul mare et Paesaggio con strada (1909)
- Musée civique de Pescia: Paesaggio marino
- Galerie d'art moderne Ricci Oddi de Plaisance: quinze œuvres
- Galerie d'art moderne de Rome: deux paysages